# Trithemis morrisoni
Trithemis morrisoni – gatunek ważki z rodziny ważkowatych (Libellulidae).